# Kryształy Soli
Kryształy Soli – nagroda marszałka województwa małopolskiego dla najlepszych organizacji z terenu województwa małopolskiego prowadzących działalność pożytku publicznego. Wręczana jest od 2005 roku.
Nagroda ma charakter honorowy. Jej celem jest promowanie działań małopolskich organizacji pozarządowych i popularyzowanie „dobrych praktyk”.
Wybór laureata nagrody odbywa się w drodze konkursu. Zgłoszenia mogą dokonywać: organizacje pozarządowe, inne organizacje społeczne; osoby fizyczne, osoby prawne; kościoły i związki wyznaniowe oraz organy administracji publicznej.
Jej uzupełnieniem jest nagroda „Amicus Hominum”.